# Cast Iron Filter
I Cast Iron Filter sono un gruppo musicale progressive bluegrass statunitense, fondato nel 1997 da Dustin Edge, e ispiratosi dichiaratamente ai Neckel Creek.

## Storia del gruppo
L'ultimo concerto ufficiale dei Cast Iron Filter è stato rappresentato al The Visulite Theatre di Charlotte, NC il 31 dicembre 2004. Tim Helfrich e Dustin Edge hanno messo in scena spettacoli di recente nel 2011, con esibizioni delle principali formazioni delle passate incarnazioni dei Cast Iron Filter. La band ha suonato uno show di reunion il 16 gennaio 2010.

## Formazione
Attuale
- Dustin Edge – voce (1997-presente)
- Mike Orlando – chitarra (2007-presente)
- Phil Skipper – basso (2012-presente)
- Brian Burton - batteria (2013-presente)

Ex componenti
- Tim Helfrich – batteria (2011-2012)
- Mason Bissette – basso, cori (2007-2012)
- Jim Ashton – chitarra (2011-2013)
- Randy Culbertson – batteria (2013-2015)

## Discografia

### Album in studio
- 1999 - Paradise in Palestina
- 2000 - Further Down the Line
- 2001 - This Ugly Town
- 2004 - Falls of Rough
- 2011 - Calm (Cast Iron Filter)